# Hanasaka Jiisan
 (octobre 2023).
Si vous disposez d'ouvrages ou d'articles de référence ou si vous connaissez des sites web de qualité traitant du thème abordé ici, merci de compléter l'article en donnant les références utiles à sa vérifiabilité et en les liant à la section « Notes et références ».

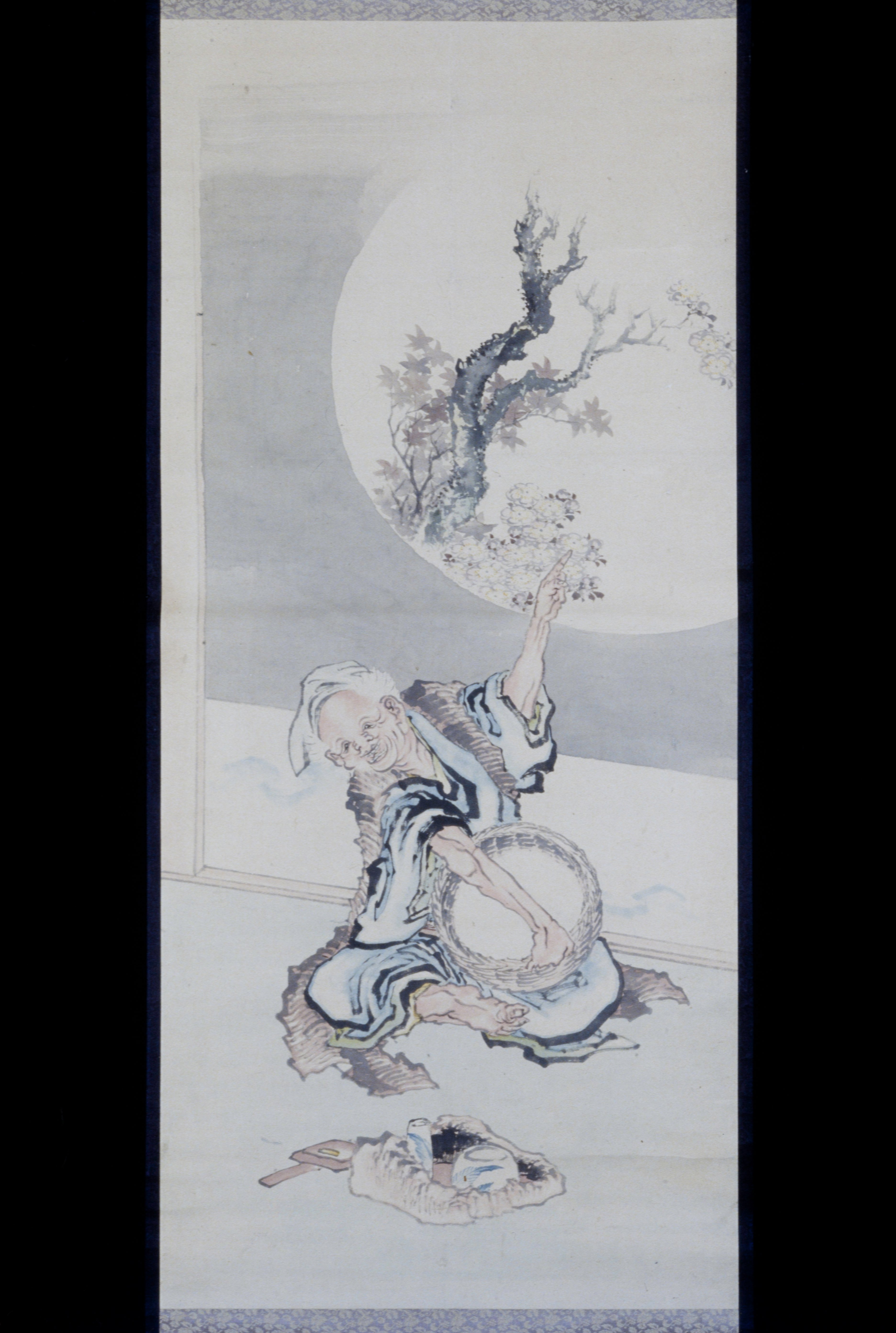
Hanasaka Jiji, peinture de Katsushika Hokusai (Minneapolis Institute of Art).

La fable Hanasaka Jiisan (花咲か爺さん), le « vieillard qui faisait revivre les arbres morts », est un récit des temps modernes appartenant en propre à la culture japonaise. Elle s'apparente, par certains aspects, aux contes de fée occidentaux.

## La légende
En des temps très anciens, dans les campagnes reculées du Japon vivent un honnête homme, Katamase, et sa femme. Il possède un chien qu'il nourrit avec du poisson et les bons morceaux des plats qu'ils se préparent. 
Un jour, alors que le mari et sa femme travaillent à leur jardin, le chien se met en arrêt et aboie en agitant sa queue frénétiquement. Les maîtres pensent qu'il doit y avoir quelque chose de bon à manger enterré à cet endroit. Tous deux commencent à creuser à l'aide d'une pelle. Ô surprise ! Ils tombent sur un véritable trésor. Des objets précieux de toutes sortes, des pièces en or et d'autres en argent, garnissent le fond du trou.
Ils ramassent leur butin et, après avoir fait l'aumône aux pauvres, s'achètent des champs de riz et de maïs. Les voici maintenant riches.
La maison voisine est occupée par un homme ayant pour nom Yatake, aussi avare qu'envieux, et sa femme. Lorsque celle-ci a vent de l'histoire, elle emprunte le chien, le ramène chez elle, et lui prépare un bon festin en lui demandant de trouver un endroit rempli d'argent.
Cependant, le chien, n'ayant jusqu'alors reçu que des coups de la part de ses hôtes, se garde bien de toucher à la nourriture qui est posée devant lui… Les deux personnages se fâchent, entourent une corde autour du cou du chien et le traînent dans le jardin; en vain: pas le moindre aboiement. Finalement, le chien s'arrête à un endroit précis et se met à renifler. Yatake creuse à l'emplacement ainsi désigné par l'animal mais ne trouve que de la poussière et quelques abats dégoûtants et nauséabonds. Furieux autant que déçus, les deux horribles personnages se saisissent de la bête et la tuent.
Les maîtres, ne voyant pas revenir leur chien, vont s'enquérir de ce qui lui est arrivé chez les voisins. Ceux-ci, sans aucun remords, leur disent la vérité et qu'ils l'ont enterré au pied d'un sapin. Le brave maître se rend à l'endroit désigné avec des mets appétissants, brûle une baguette d'encens, et dépose quelques fleurs sur la tombe. Puis il se met à pleurer sur le sort de son malheureux animal.
Cette même nuit, alors que son brave maître dort, le chien lui apparaît et lui dit : « Le sapin sous lequel je suis enterré doit être abattu et transformé en un mortier. Achetez-le et utilisez-le ». Katamase fait comme le chien lui a recommandé. Depuis, lorsqu'il pile son riz, chaque grain devient un trésor. Lorsque les méchants voisins constatent ce nouveau miracle, ils essaient de voler le mortier mais, dès qu'ils tentent de s'en servir, l'objet devient sale et inutilisable. De rage, ils le brisent et le brûlent.
Le chien réapparaît en rêve à Katamase et lui apprend ce qu'il est advenu du mortier. Il rajoute : « Récupérez en les cendres  et répandez les sur les arbres morts. Ces derniers reprendront vie et refleuriront ». Le brave homme, se rend en pleurant chez ses voisins et les supplie de lui rendre au moins les cendres de son ustensile. Ayant obtenu ce qu'il demande, il rentre chez lui et fait un essai sur un cerisier mort. Immédiatement des bougeons poussent et des fleurs éclosent. Il met les cendres dans un sac et parcourt la campagne en annonçant qu'il a le pouvoir de faire revivre les arbres morts.
Le miracle arrive aux oreilles du daimyo qui fait chercher Katamase et lui demande de faire une démonstration de son pouvoir. Lorsqu'il voit les fleurs pousser sur ses arbres morts, il renvoie le vieil homme chez lui couvert de riches présents.
Mis au courant, les deux méchants voisins récupèrent les cendres restantes et parcourent la campagne à leur tour pour offrir leurs services. Le daimyo les convoque également et leur présente un arbre mort. Yatake monte dans l'arbre et jette une poignée de cendres. Pas un bourgeon, pas une feuille, pas une fleur ne pousse. Par contre, la cendre se répand dans les yeux et la bouche du daimyo en l'aveuglant et le faisant tousser. Les spectateurs se jettent sur le méchant homme et le rouent de coups le laissant ensuite rentrer chez lui en triste état.
Dès que l'aventure de ses voisins parvient aux oreilles de Katamase, il les fait chercher et, après les avoir réprimandé pour leur cupidité et leur cruauté, leur propose de partager ses richesses qui, de coup de chance en coup de chance, s'élèvent maintenant à une coquette somme.
Les méchants voisins font amende honorable et mènent par la suite une existence vertueuse.